# Bīlcheh Sūr
Bīlcheh Sūr (persiska: بِلچِه سور, بِليچِه سور, بيلچِه سَر, بیلچه سور, Belcheh Sūr) är en ort i Iran.   Den ligger i provinsen Kurdistan, i den nordvästra delen av landet, 500 km väster om huvudstaden Teheran. Bīlcheh Sūr ligger 1 829 meter över havet och antalet invånare är 268.
Terrängen runt Bīlcheh Sūr är kuperad åt nordost, men åt sydväst är den bergig. Runt Bīlcheh Sūr är det ganska tätbefolkat, med 60 invånare per kvadratkilometer. Närmaste större samhälle är Dīnār, 18,9 km väster om Bīlcheh Sūr. Trakten runt Bīlcheh Sūr består i huvudsak av gräsmarker.